# Kniha milosrdenství
Kniha milosrdenství (anglicky Book of Mercy) je sbírka básní kanadského spisovatele a hudebníka Leonarda Cohena. Poprvé vyšla v roce 1984; v českém překladu, jehož autory jsou Kamila Lederová a Luboš Snížek, ji v roce 2001 vydalo nakladatelství Maťa. V Cohenově básnické kariéře kniha znamenala posun k tématům víry a mysticismu, což se projevuje například ve srovnání s předchozí knihou Smrt muže, který patřil jedné ženě, kde se věnoval tématu smrti. Jde o jeho poslední sbírku nových básní do roku 2006, kdy vyšla Kniha toužení (anglicky Book of Longing).